# Петър Михалев
Петър Георгиев Михалев е български политически и обществен деец, участник в акцията по спасяването на българските евреи през 1943 г.

## Биография
Роден е в Кюстендил на 4 май 1899 г. Завършва Юридическия факултет на Софийския университет (1921).
Работи като мирови съдия в с. Трекляно и в Ботевград (1921-1926) и в Кюстендил (1926-1929). Адвокат в гр. София (1933-1944).
Околийски управител в Кюстендил по време на управлението на „Звено“ (1934). Народен представител в XXV обикновено народно събрание (1940-1944).
Участва в кюстендилската делегация, която на 8 март 1943 г. поставя началото на акцията по спасяването на българските евреи. Освен него в състава на делегацията, влизат още адвоката Иван Момчилов, търговеца Асен Суичмезов и учителя Владимир Куртев. Подписва се под инициираното от Димитър Пешев писмо до министър-председателя Богдан Филов против депортирането на българските евреи.

### След Деветосептемврийския преврат
След Деветосептемврийския преврат от 1944 година е съден от Втори върховен състав на така наречения Народен съд. Осъден е на доживотен затвор, глоба от 5 милиона лева, лишаване завинаги от права по чл. 30 от НЗ и конфискация на целия му имот. Съпругата му е изселена в с. Белинци, Исперихско.
Помилван е през 1949 година. От 1951 г. ДС открива срещу него отчетно-наблюдателно дело „Дурак“ по линия „бивши хора“, понеже се срещал с вражески елементи като например Иван Момчилов. Не се намират обаче конкретни данни за вражеска дейност. До 1957 г. живее със семейството си в София и работи в железарска работилница. След това е определен като „опасен за реда и сигурността вражески елемент“ и заедно със семейството си е изселен в Кюстендил, с право да работи в горското стопанство. През 1963 г. им е позволено да се завърнат в София.
Петър Михалев умира в София през 1985 г.

### Почит
През 1973 г. израелската комисия към Държавния институт „Яд Вашем“ го провъзгласява за „Праведник на света“.
Удостоен е посмъртно със званието „почетен гражданин на Кюстендил“ през 1997 г.